# Sames de Commagena
Sames o Samos Teòsebes Diceos (grec antic: Σάμος Θεοσεβής Δίκαιος) va ser el segon rei de Commagena, segurament des de l'any 130 aC, fins a la seva mort l'any 109 aC.
Es coneix molt poca cosa d'aquest rei. Era fill de Ptolemeu de Commagena, al que va succeir a la seva mort (amb uns 90 anys) potser l'any 130 aC. Donada l'edat del pare, Sames probablement ja tenia llavors uns 50 anys.
Segurament va agafar el títol reial durant la guerra entre Seleuc V Filomètor (126 aC-125 aC) i Antíoc VIII Grip (125 aC-96 aC). Va morir ja gran el 109 aC i el va succeir el seu fill Mitridates I Cal·linic.